# 石曦
石曦（920年—993年）。并州太原（今山西太原市）人，五代十国至北宋初年将领，后晋高祖石敬瑭之弟韩王石晖（石敬晖）子。
五代后晋天福年间，石曦为右神武将军。他在后汉至后周，为右武卫、左神武二将军。周恭帝即位，为左卫将军。宋朝建立，官至左骁卫大将军，护秦州屯兵。后蜀犯边，率所部将其击破。参与攻打后蜀、南唐，开宝八年（975年），率军在袁州击败南唐军二千余人。历任右神武、右羽林大将军，历知雄州、孟州、襄州，转任领诚州刺史。宋太宗雍熙四年，改知霸州兼部署。定计擒叛将陈廷山，加领本州团练使，同知镇州。转任原州，官至右龙武军大将军，卒。

## 延伸阅读
[在维基数据编辑]
 《宋史/卷271》，出自脱脱《宋史》